# Valentin Vacherot
Valentin Vacherot (Roquebrune-Cap-Martin, 16 novembre 1998) è un tennista francese naturalizzato monegasco.
Ha conseguito i migliori risultati in singolare vincendo alcuni titoli Challenger e diversi altri nel circuito ITF. Nel giugno 2024 ha raggiunto il 110º posto del ranking ATP in singolare, mentre in doppio non è andato oltre la 476ª posizione. Nel 2021 ha fatto il suo esordio nella squadra monegasca di Coppa Davis. Nel 2023 ha debuttato nel circuito maggiore con una wild card al Monte Carlo Masters.

## Biografia
E' fratellastro di Benjamin Balleret, suo allenatore. È inoltre cugino di un altro tennista, il francese Arthur Rinderknech.
Nel 2014 ha fatto la sua prima apparizione tra i professionisti in un torneo ITF. Nel 2016 si è trasferito negli Stati Uniti per studiare all'Texas A&M University e fino al 2020 ha giocato a tennis conseguendo buoni risultati nella squadra dell'ateneo, impegnata nei tornei di College statunitensi. In quegli anni ha giocato sporadicamente nel circuito professionistico, partecipando soprattutto a tornei in Europa.
Ha accettato di rappresentare il Principato di Monaco in Coppa Davis e nel giugno 2021 – in occasione del suo rientro dagli Stati Uniti – ha fatto il suo esordio nella squadra di Davis monegasca vincendo per 6-0, 6-0 l'incontro di singolare nella sfida contro Malta. Il mese successivo ha alzato il primo trofeo da professionista vincendo il singolare al torneo ITF M15 di Monastir. Nel corso della stagione ha disputato altre 4 finali ITF in singolare e a novembre ha vinto quella all'M15 di Nuova Delhi.
Nell'aprile 2022 ha esordito nelle qualificazioni di un torneo ATP al Monte Carlo Masters ed è stato eliminato al primo turno. Dopo aver vinto 5 tornei ITF in singolare, ad agosto 2022 ha vinto il suo primo trofeo dell'ATP Challenger Tour al Nonthaburi I superando in finale Lý Hoàng Nam. Il primo titolo Challenger in doppio è arrivato a ottobre a Tiburon in coppia con lo svizzero Leandro Riedi.
Nel 2023 ha ricevuto una wild-card per il tabellone principale del Monte Carlo Masters e al suo debutto in un torneo del circuito ATP è stato sconfitto da Luca Nardi. Nei primi due mesi del 2024 ha conquistato in singolare altri tre titoli Challenger al Nonthaburi I, Nonthaburi II e Pune; a gennaio è entrato per la prima volta nella top 200 mondiale e a marzo porta il miglior ranking al 145º posto.

## Statistiche

### Tornei minori

#### Singolare

##### Vittorie (11)
| Legenda tornei minori |
| Challenger (4)        |
| ITF (7)               |

| N.  | Data             | Torneo                               | Superficie  | Avversario in finale | Punteggio           |
| 1.  | luglio 2021      | M15, Monastir                        | Cemento     | Onni Kumar           | 6-4, 6-4            |
| 2.  | novembre 2021    | M15, Nuova Delhi                     | Cemento     | Philip Sekulic       | 5-7, 6-2, 7-6(3)    |
| 3.  | gennaio 2022     | M15, Monastir                        | Cemento     | Raphael Collignon    | 6-3, 6-4            |
| 4.  | marzo 2022       | M25, Quinta do Lago                  | Cemento     | Hsu Yu-hsiou         | 6-4, 6-3            |
| 5.  | luglio 2022      | M15, Kottingbrunn                    | Terra       | Max Houkes           | 6-3, 6-4            |
| 6.  | 28 agosto 2022   | Nonthaburi Challenger I, Nonthaburi  | Cemento     | Lý Hoàng Nam         | 6-3, 7-6(4)         |
| 7.  | giugno 2023      | M25, Montauban                       | Terra rossa | Titouan Droguet      | 6-4, 2-6, 7-6(4)    |
| 8.  | luglio 2023      | M25, Bourg-en-Bresse                 | Terra rossa | Tristan Lamasine     | 6-1, 2-6, 7-5       |
| 9.  | 7 gennaio 2024   | Nonthaburi Challenger I, Nonthaburi  | Cemento     | Lucas Pouille        | 3-2, rit.           |
| 10. | 14 gennaio 2024  | Nonthaburi Challenger II, Nonthaburi | Cemento     | Manuel Guinard       | 7-5, 7-6(4)         |
| 11. | 25 febbraio 2024 | Pune Challenger, Pune                | Cemento     | Adam Walton          | 3-6, 7-6(5), 7-6(5) |

##### Sconfitte (5)
| Legenda tornei minori |
| Challenger (1)        |
| ITF (5)               |

| N. | Data           | Torneo                                        | Superficie  | Avversario in finale | Punteggio     |
| 1. | settembre 2016 | F24, Hammamet                                 | Terra rossa | Franco Agamenone     | 0-6, 1-6      |
| 2. | luglio 2021    | M15, Monastir                                 | Cemento     | Rinky Hijikata       | 3-6, 1-6      |
| 3. | ottobre 2021   | M15, Doha                                     | Cemento     | Alec Decker          | 4-6, 6-3, 3-6 |
| 4. | ottobre 2021   | M15, Monastir                                 | Cemento     | Moerani Bouzige      | 4-6, 5-7      |
| 5. | agosto 2023    | M25, Ystad                                    | Terra rossa | Marvin Möller        | 6-2, 3-6, 5-7 |
| 6. | 11 maggio 2025 | Internazionali d'Abruzzo, Francavilla al Mare | Terra rossa | Francesco Maestrelli | 4-6, 4-6      |